# Helichus lithophilus
Helichus lithophilus är en skalbaggsart som först beskrevs av Ernst Friedrich Germar 1824.  Helichus lithophilus ingår i släktet Helichus och familjen öronbaggar. Inga underarter finns listade i Catalogue of Life.